# ردی به جا نگذار
ردی به جا نگذار (انگلیسی: Leave No Trace) فیلمی در ژانر درام به کارگردانی دبرا گرانیک است که در سال ۲۰۱۸ منتشر شد. از بازیگران آن می‌توان به بن فاستر، جف کوبر و دیل دیکی اشاره کرد.

#### داستان فیلم:
دختری نوجوان به همراه پدرِ کارآزموده خود، که از بیماری‌های روانی رنج می‌برد سال‌هاست در عمق جنگل های پارک پورتلند به طور غیر قانونی زندگی می‌کنند. آن ها توسط پلیس دستگیر شده اما بار دیگر تصمیم به بازگشت به طبیعت وحشی می‌گیرند و…
نقد و معرفی :
فیلم درباره'یِ یک پدر و دختر که به طور غیر قانونی درون یکی از پارک‌های جنگلی آمریکا زندگی می‌کنند ( که بعدتر با توجه به سبک زندگی و شیوه‌ی تربیتی پدر، دچار مشکلات، چالش‌ها و مسائلی می‌شوند) است. فیلم که بن فاستر و توماسین مکنزی را به عنوان بازیگران اصلی‌اش دارد، اثری لایق احترام، ناراحت‌کننده ( به خاطر فشاری که رویِ تام _شخصیتِ دختر_  وارد می شود.) و در عین حال آرامش‌بخش است که تماشای آن، آورده‌های زیادی را تقدیم مخاطب می‌کند.